# 燃える勇者
『燃える勇者』（もえるゆうじゃ、The Blazing Valiant）は、1981年12月19日から公開された日本映画。カラー・ビスタビジョン、90分。主演 ： 真田広之、監督 ： 土橋亨、アクション監督 ： 千葉真一、製作 ： 東映。

## 解説
アフリカで成長した日本人青年が帰国し、見知らぬ地方都市で正体不明の悪徳集団と戦い、アクション・青春・冒険が盛り込まれた物語。スタント・アクションシーンの演出にはアクション監督として千葉真一が参加して行っており、土橋亨の監督デビュー作。クライマックスのロープを使ってターザンジャンプで列車に飛び移るアクションは、千葉がテレビドラマ『キイハンター』第161話「荒野の列車 大襲撃作戦」で行ったスタントをアレンジして再現。真田広之は同年の『吼えろ鉄拳』に続く主演映画で、主人公を助けるダンプカーの運転手に特別出演の若山富三郎、悪事を暴こうと調査するルポライターに真田と『柳生あばれ旅』やリポビタンDのCMで共演していた勝野洋らが共演している。

## ストーリー
アフリカ育ちの青年・ジョーは両親の遺骨を埋めるため帰国したが、手違いで見知らぬ地方都市にたどり着いたことが縁で、この街の悪事に巻き込まれ、対決していく。

## スタッフ
- 監督 ： 土橋亨
- アクション監督 ： 千葉真一[1][2][3]
- 企画 ： 日下部五朗
- プロデューサー ： 本田達男・佐藤公彦 (サニー千葉 エンタープライズ)

- 脚本 ： 松本功・土橋亨・中島貞夫
- 撮影 ： 井口勇
- 照明 ： 加藤平作
- 録音 ： 荒川輝彦
- 編集 ： 市田勇
- 美術 ： 佐野義和・高橋章[注釈 2]
- 助監督 ： 鈴木秀雄
- 記録 ： 石田照
- 装置 ： 三浦公久
- 装飾 ： 稲田重光
- 擬斗 ： 金田治
- 衣裳 ： 黒木宗幸
- 美粧結髪 ： 東和美粧
- 背景 ： 西村三郎
- スチール ： 金井謹治
- 音響効果 ： 永田稔
- 宣伝 ： 丸国艦・茂木俊之・小田昭治
- 演技事務 ： 下川護
- 進行主任 ： 野口忠志
- 音楽プロデューサー ： すずきまさかつ
- 音楽 ： 槌田靖識
- 振付 ： 謝珠栄

- 協力

- 東映俳優センター
- サニー千葉エンタープライズ
- ジャパンアクションクラブ (JAC)
- ゴールドウィン
- 宮崎サファリパーク
- 阪神電車 六甲山カントリーハウス
- 滋賀県 西村建設株式会社
- ケニア政府観光局、
- マインランド尾去沢 秋田尾去沢鉱山観光

## 出演
- 真田広之 ： ジョー
- 伊藤かずえ (新人) ： 坂本和代(15才)
- 黒崎輝 ： 三浦勝(ギター弾き)
- もんたよしのり ： 立花弘(暴走族リーダー)
- もんた&ブラザーズ ： 立花のバンド仲間
- 山本博美 ： 立花圭子(立花の妹)
- 岩城徳栄 ： クーコ(勝の彼女・ホステス)
- 安部徹 ： 大矢栄(大矢グループ会長)
- 矢吹二朗 ： 坂本文男(和代の兄・城南タイムス記者)
- 小池朝雄 ： 友田(城南タイムス編集長)
- 西沢利明 ： 中谷(大矢の側近)
- 岩尾正隆 ： 林(大矢の子分)
- 野口貴史 ： 石井(城南警察刑事)
- 林彰太郎 ： 木戸
- 中村錦司 ： 市長(城南市・大矢と癒着)
- 高並功 ： 和久
- 丸平峯子 ： 病院の婦長(河端病院・大矢と癒着)
- 白川浩二郎 ： 豊田(化学兵器輸送機関士)
- 大木悟郎 ： 市職員
- 流健二郎 ： 仙波
- 若山富三郎： 梶五郎(大矢建設ダンプの運転手)
- 崎津均 (JAC) ： 小竹
- 酒井努 (JAC) ： 子分Ａ
- 井上清和 (JAC) ： 子分B
- 栗原敏 (JAC) ： 川村
- 速水典子 ： 真弓
- 妹尾友信 ： メカ
- 細川純一 ： 井上
- 大村由紀子 ： 美人歌手
- 石井洋充 ： ビート
- 藤長照夫 ： 看守
- 鵜飼貴子 ： 千恵
- 河上ゆかり ： ジュン
- 佐藤めぐみ ： 典子
- ギルマ・ベラチョウ
- ロバート・ツームス
- デビット・トルソン
- 中尾彬 ： 天坊(クラブ支配人・大矢の幹部)
- 佐野浅夫(特別出演)： 坂本和平(和代の祖父・馬主)
- 勝野洋 ： 西条伸彦(ルポライター・文男の友人)

- JAC - 鈴木弘道・猿渡幸太郎・佐藤浩・剣持誠・稲田龍雄

## 主題歌・挿入歌
主題歌 「愛よ炎に染まれ」（エビック・ソニー）
- 作詞 ： 森雪之丞
- 作曲 ： 大谷和夫
- 歌 ： 真田広之

挿入歌 「ラストカード」
- 作詞 ： KURO
- 作曲 ： もんたよしのり
- 歌 ： もんた&ブラザーズ

## 製作
1980年代に入り、たのきんトリオや薬師丸ひろ子映画の成功で、ヤングアイドルの重要性が急激にクローズアップされた背景があり、着実に人気の枠を拡大させる真田広之の主演映画が東映で次々製作された。真田は薬師丸ひろ子とともに「日本映画に久方ぶりに、映画で育って映画で活躍する映画スター」と評された。東映としても真田を売り出すため、後援会を結成したり、多くのイベントを実施していた。『バラエティ』1981年9月号に「真田広之の映画出演はすでに'82正月作品も決定していて（『燃える勇者』）、東映は全力をあげてこの若手売り出し作戦を練っているのだ。真田も『あちこちから期待している、という言葉をかけられて、やらなきゃなぁと思うんですが』……」などと書かれた記事が載る。真田の1980年の初主演作『忍者武芸帖 百地三太夫』が観客動員に結びつかなかったことから、東映では真田の時代劇は当たらないという判断がなされ、この夏公開の二作目の主演作『吼えろ鉄拳』と同じ、現代劇になった。
1982年正月第一弾にあたるこの枠は、予定された作品がコロコロ変わった。まず1981年3月23日に東映本社であった1981年4月から1982年春までの東映主要映画の発表では、ここの枠は、松田聖子の二作目の主演映画のみが発表されていた。その後、松竹との争奪戦に勝って沖田浩之を獲得したことから、夏の時点で松田聖子と沖田の二枚看板「聖子とヒロ」で映画離れ著しいヤングを呼び戻す青春路線構想が出ていた。ところが『週刊現代』1981年8月13日・8月20日号に「東映から見放された松田聖子」と書かれているため、初夏の段階で松田聖子の主演第二弾は中止されたものと見られ、阿久悠の初めての長編小説『家族の神話』を沖田浩之主演で『燃える勇者』との二本立てに変更になっていた。さらに1981年夏の後半『セーラー服と機関銃』が棚ぼたで東映での配給が決まったことで、沖田の映画も製作中止となり、正式に『セーラー服と機関銃』と本作との二本立てが発表された。東映は本作の合否に関わらず、『燃える勇者』に続く真田の主演四作目として『ザ・ニンジャ』（『龍の忍者』）を1982年4月17日から『胸さわぎの放課後』との二本立てで公開すると1981年11月に発表する力の入れ方だった。この時は『ザ・ニンジャ』は監督を吳思遠が務めると発表されていた。
真田はそれまで出演した映画は、すべて千葉真一と志穂美悦子と真田という枠組みのジャパンアクションクラブ（JAC）のファミリー映画的趣きであったが、主演4作目にあたる本作で初めてそのバックアップが消えた。真田は「そういう意味では一人でやることが嬉しいような、怖いような…すごく責任を感じます」「とにかく今は、今の自分にしか出来ないものを着実に演っていくしかない。目標は30歳になった時です」などと話した。
公開時の映画誌での触れ込みは「鋼のように強靭な肉体、豹のようにしなやかな動き、そして甘く爽やかなマスク。80年『忍者武芸帖 百地三太夫』を放って以来、熱い人気が爆発。81年夏『吼えろ鉄拳』でさらに若い世代の支持をひろげる真田広之が、勝野洋と組んで正月映画に挑戦する。今回は、アクション超技に加えて、特にドラマ性を追求し、本格的青春映画を目指している」であった。

### 脚本
真田は「『吼えろ鉄拳』は題材がちょっと暗かったんですね。でも、それに引きずられちゃうと映画全体がジメジメしたものになっちゃうから、撮影期間中は、撮影現場でも私生活でもワイワイ騒いでいるようにしたんです。明るく明るくしようとしたんです。もっとも、ちょっと遊びすぎたきらいもありますけど（笑）。『燃える勇者』にはラブシーンがまったく無いんですよ。かといって、男の物語でもないんですね。その辺が、ちょっと中途半端なんですけどね。男女の関係を深入りしてもいいかなと思うくらいなんですけど」と話し、若いヒロユキファンに対する遠慮から東映の自主規制があり、真田もそれを認め「そういうのは割合あるみたいですね。準備稿にはあったそういう部分が、決定稿では削られていたりとか……。やっぱりプロデューサーの考えとか、色々あるみたいです（笑）」と話した。

### 監督
初監督となる土橋亨は東映京都撮影所の期待を一身に集める当時40歳。1979年の『日本の黒幕』で岡田茂東映社長から直に初監督に抜擢されたが、主演の佐分利信から『（監督が）こんな若い奴では、俺はできない』と言われ、監督デビューが延期になり、本作が初監督。土橋は長く東映京都の近所に居を構えていた。全編のほとんどの舞台となる城南市設定の街に太秦温泉などが映り、「大映通り商店街」と分かる。『仁義なき戦い 完結篇』などの撮影が同所で行われた。土橋はこの近くに住んでおり、他に河端病院や広東料理開花など、近所の誼でワザと分かるように映しているようにも思える。

### キャスティング
1981年8月25日、真田広之の相手役（ヒロイン）の最終審査が東映本社で行われ、ヒロインには約2万人近い（17,862人）一般公募者から選ばれた横浜在住の当時14歳の伊藤和枝（伊藤かずえ）が選ばれ、映画デビュー作になった。伊藤は東映児童研修所に通った東映出身の女優。

### 撮影
撮影は1981年秋に行われたと見られ、当時真田は日本大学藝術学部映画学科理論評論コースの3年生。
・冒頭にアフリカサバンナのキリンなどの野生動物の実景と宮崎サファリパークで動物たちと戯れる真田が映るが、アフリカロケはされていないものと見られる。
・毒ガスの実験シーンでは、実際に小鳥（セキセイインコ）を20羽殺し撮影した。
・エンディング15分の南アルプスあぷとラインでのトロッコ列車でのアクションシーンでは、真田の愛馬アローが、走る列車にかなり接近して並走したり、トロッコ列車の底・台枠部分にしがみつくなど迫力あるシーンが続く。スピードを落としているとはいえ、線路に体が当たるカットもあり、山の上からロープで列車に飛び移ったり、幅の狭い列車の側面のない幌の上で勝野と敵が格闘したり、かなり危険なスタントの連続である。

## ロケ地
- 尾去沢鉱山 - 秋田県鹿角市
- 大井川鐵道井川線 (南アルプスあぷとライン) - 静岡県

## 作品の評価
日本では『セーラー服と機関銃』と2本立ての併映にて封切り公開され、23億円の配給収入は1982年の邦画で1位となった。真田としても薬師丸の併映作として大量のヤング観客の目に触れる機会を得たことは、プラス・アルファのファン層拡大に直結した。岡田茂東映社長は「この2年、映画部門の不振は目に余るものがあり、経営収支の面で非常な苦しみを嘗めさせられた。しかし『セーラー服と機関銃』と『燃える勇者』の大当たりで社内もようやく愁眉を聞いて、よしッ、今年（1982年）は東映浮上!!と気合がかかっています」などと喜んだ。
中川翔子は2014年に「いま、真田広之さんにハマってるんです。最近、東映チャンネルでJAC時代の真田さんの映画をずっとやってて、もう毎日のように観ていて。（どのシーンなのか分からないが）『燃える勇者』っていう映画で半裸で青空と海の中、血だらけになってカメラを見つめる真田さんがもう美しすぎて！そのシーンになると一時停止ボタンを押して、母と2人で『はぁ……』っていつも溜息ついています(笑).....と述べている。

## DVDなど
東映ビデオからDVDが発売されている。4,725円（税込）。

## ネット配信
- 東映シアターオンライン（YouTube）：2024年4月5日21:00（JST） - 2024年4月19日20:59（JST）